# Pňovice
Pňovice település Csehországban, a Olomouci járásban. Pňovice Štěpánov, Střeň, Uničov, Žerotín, Želechovice, Újezd, Strukov és Litovel településekkel határos. Lakosainak száma 1011 fő (2024. január 1.).

## Népesség
A település lakosságának változását az alábbi diagram mutatja:
| Lakosok száma | 811  | 834  | 883  | 779  | 809  | 827  | 943  | 975  | 1010 | 1011 |
|               | 1869 | 1890 | 1921 | 1950 | 1980 | 2001 | 2017 | 2019 | 2022 | 2024 |